# Lew Sibiriakow
Lew Michajłowicz Sibiriakow, ros. Лев Михайлович Сибиряков (ur. 1869 lub 1870 w Połonnem, zm. 1938 w Warszawie) – rosyjski, a następnie emigracyjny śpiewak, pedagog wokalny.
Urodził się w żydowskiej rodzinie jako Lejb Moijsiejewicz Spiwak. W okresie dziecięcym śpiewał w chórze w synagogach w Połonnem i Łucku. Po przeniesieniu się do Odessy rozpoczął naukę u prof. Fiorini. Następnie rozpoczął sceniczną karierę wokalną. W latach 90. XIX wieku wyjechał do Włoch, gdzie kontynuował naukę śpiewu. Od 1895 r. występował jako Leopoldo Spivaccini na scenach teatru „San Karlo” w Neapolu i „La Scala” w Mediolanie. Pod koniec lat 90. powrócił do Rosji, występując w teatrach wielu miast. Odbywał też podróże zagraniczne. W tym czasie przyjął chrzest, przyjmując nazwisko żony Sibiriakow. W 1902 r. debiutował jako „basso cantante”. W 1912 r. dokonał nagrań swoich arii operowych dla firmy fonograficznej. Ostatnią sceną teatralną, na której występował jako solista, był Teatr Maryjski w Piotrogradzie. Na początku lat 20. zamieszkał w Polsce, kontynuując karierę sceniczną. Występował też na scenach Europy i obu Ameryk. W latach 30. został wykładowcą w Konserwatorium Muzycznym w Warszawie. Według większości źródeł zmarł tam w 1938 r., ale niektóre źródła mówią o 1942 r. w Antwerpii.